# Aproximante retroflexa surda
A aproximante retroflexa surda é um tipo de som consonantal usado em algumas línguas faladas. O símbolo no Alfabeto Fonético Internacional que representa este som é ⟨ɻ̊⟩. Como todas as consoantes retroflexas, a letra do AFI é formada pela adição de um gancho apontando para a direita na parte inferior da letra usada para a consoante alveolar correspondente. Uma distinção pode ser feita entre as articulações laminais, apicais e sub-apicais.

## Características
- Seu modo de articulação é fricativa sibilante, o que significa que geralmente é produzida canalizando o fluxo de ar ao longo de uma ranhura na parte posterior da língua até o local de articulação, ponto em que é focado contra a borda afiada dos dentes quase cerrados, causando turbulência de alta frequência.
- Seu ponto de articulação é retroflexo, o que significa protipicamente que ele está articulado de forma subapical (com a ponta da língua enrolada para cima), mas de forma mais geral, significa que é um fonema pós-alveolar sem ser palatalizado. Ou seja, além da articulação subapical prototípica, o contato da língua pode ser apical ou laminar.
- Sua fonação é surda, o que significa que é produzida sem vibrações das cordas vocais.
- É uma consoante oral, o que significa que o ar só pode escapar pela boca.
- O mecanismo da corrente de ar é pulmonar, o que significa que é articulado empurrando o ar apenas com os pulmões e o diafragma, como na maioria dos sons.

## Ocorrência
| Língua        | Palavra                | AFI | Significado | Notas |
| ------------- | ---------------------- | --- | ----------- | ----- |
| Tibetano kham | [ exemplo necessário ] |     |             |       |
| Pumi do sul   | [ exemplo necessário ] |     |             |       |